# زمین‌لرزه ۱۹۲۳ کلمبیا
زمین‌لرزه کلمبیا  در تاریخ ۱۴ دسامبر ۱۹۲۳ میلادی، برابر با ‎۲۲ آذر ۱۳۰۲، ساعت ۱۰:۳۱:۰۰ به زمان یوتی‌سی در کلمبیا رخ داد. بزرگی آن ۵٫۳ در مقیاس ریشتر اعلام شده‌است. زمین‌لرزه به وقت محلی در روز جمعه، ساعت ۵ روی داده و منطقه زمانی آن یوتی‌سی -۵ بوده‌است .
سازمان زمین‌شناسی آمریکا نیز جای این زمین‌لرزه را در مختصات ۱°۰۰′شمالی ۷۷°۳۰′غربی / ۱°شمالی ۷۷٫۵°غربی و بزرگی آنرا برابر با ۵٫۳ در مقیاس ریشتر اعلام کرده‌است. 
شمار کشتگان زلزله حدود ۳۰۰ نفر بوده‌است.